# Josep Teodor Vilar
Josep Teodor Vilar i Farrés (Barcelona, 1836 - 1905) fue un compositor y director de orquesta español.
Estudió con el organista Ramón Vilanova en Barcelona y en 1859 marchó a París para estudiar piano con Henri Herz y composición con François Bazin y Jacques Halévy.
De regreso a Barcelona en 1863, se convirtió en director de orquesta en uno de los teatros menores de la ciudad y, posteriormente, del Teatro Principal. También hizo de profesor.
Escribió zarzuelas, entre las cuales La romería de Recasens (1867), L'últim rei de Magnòlia (1868), Los pescadores de Sant Pol (1869), Una prometensa (1870), La rambla de las flores (1870), Pot més que pinta (1870), L'esca del pecat (1871), La torre del amore (1871).